# Koumandian Keita
 (juillet 2019).
Si vous disposez d'ouvrages ou d'articles de référence ou si vous connaissez des sites web de qualité traitant du thème abordé ici, merci de compléter l'article en donnant les références utiles à sa vérifiabilité et en les liant à la section « Notes et références ».
Pour les articles homonymes, voir Keita.
Koumandian Keita (1916-2002) est l'une des personnalités les plus importantes de la vie politique et syndicale guinéennes des années 1950. 
Secrétaire général du Syndicat des enseignants guinéens de 1951 à 1961 et secrétaire-général du mouvement politique Bloc Africain de Guinée (BAG), il a joué un rôle important dans l'élection de Barry Diawadou à l'Assemblée nationale française en janvier 1956. Dans ses activités politiques il était en opposition au Parti démocratique de Guinée (PDG) de Sékou Touré.
Après l'indépendance, il est soupçonné par Sékou Touré d'avoir initié un complot des enseignants pour prendre le pouvoir. Arrêté en 1961 et condamné à dix ans de travaux forcé dans le Camp Boiro, Koumandian Keita est emprisonné.
Nommé prisonnier politique de 1965 par Amnesty International, il sort du camp deux ans après.
Le Lycée Koumandian Keita à Conakry porte son nom.

## Biographie
Dès son élection à la présidence du syndicat des enseignants à l'issue du Congrès de Kankan en août 1951, l'œuvre de Koumandian Keita en tant que secrétaire général se caractérise surtout par la volonté de répondre aux problèmes pratiques des enseignants en négociant là où il peut avec le rectorat. Son champs d'action se pointe entre autres sur une lutte contre le financement des écoles privées avec des moyens publics ; des demandes pour un logement adéquat des enseignants (en visite en Basse-Guinée, il dit que le logement d'un instituteur est comparable à une écurie); protestations contre des mutations fréquentes du personnel enseignant; protestations contre le racisme d'un inspecteur d'académie. Il n'hésite pas à défendre le droit de grève et d'utiliser sa position pour organiser des grèves.
Sous la direction professionnelle de Koumandian, le syndicat des enseignants se développe en organisation bien dirigé, avec des congrès annuels, des groupes de travail et d'excellents contacts avec d'autres syndicats en Afrique Occidentale Française. Il est nommé secrétaire-général du syndicat fédéral (A.O.F.) réunissant les syndicats d'enseignants de Soudan, Sénégal, Dakar, Haute-Volta, Mauritanie et Dahomey à la suite du Congrès de Bamako. École Guinéenne, la revue du syndicat qui est imprimée à Paris et qu'il anime, devient une plateforme de revendications qui fait autorité dans toutes les colonies africaines.
Koumandian essaye le plus possible de séparer ses activités politiques et syndicales et il démontre un habileté certaine dans le processus. Une grande question qui divisait le syndicat en 1951 et 1952 est celle de l'affiliation à la CGT. Ce syndicat communiste avait joué un rôle important dans la fondation des syndicats dans beaucoup de territoires africains, mais son identité communiste ne plaisait pas à tout le monde tout comme la très forte affiliation de la CGT avec le mouvement politique de Sékou Touré. Pendant le Congrès de Mamou (1952) Koumandian Keita sait conclure une désaffiliation provisoire. Cette formule lui permet de faire adhérer son syndicat à la FISE - une coupole communiste de syndicats d'enseignants internationaux qui le soutient très activement à faire paraître la revue École Guinéenne. La FISE aide Koumandian avec l'organisation du Congres Fédéral d'A.O.F. à Abidjan (1955) et l'invite pour des conférences en Roumanie et à Paris ayant comme sujet la discrimination dans l'enseignement. Les contacts avec la FISE semblent se refroidir en 1955 quand le RDA-PDG milite avec succès auprès du gouvernement colonial pour l'écarter de son poste de dirigeant syndical au niveau fédéral AOF.

### Activités politiques
Les débuts politiques de Koumandian Keita sont peu connus. Peut-être était-il membre d'un groupe d'étude communiste (GEC). Il aurait voyagé à Bamako avec Mamadou Madeira Keita (fi), Amara Souma, Abdourahmane Diallo, Sékou Touré et Lamine Kaba pour assister à la fondation du Rassemblement démocratique africain (RDA) en 1948.
En parallèle avec ses activités syndicales, Koumandian se lança dès le début des années 50 dans des activités politiques. Il fonda l'Union du Mandé avec, entre autres, Sinkoun Kaba et Framoï Bérété. Puis, en 1954, il fondait avec Barry Diawadou de Bloc africain de Guinée. Selon les administrateurs français observant les courants politiques guinéens, les relations entre Koumandian Keita et Sékou Touré furent tendues depuis le début. Des membres dirigeants du Syndicat des Enseignants ne se privaient pas de qualifier le Parti Démocratique de Guinée (la branche guinéenne du RDA) comme une organisation d'illettrées; Koumandian aurait traité Sékou Touré en 1953 d'arriviste mal éduqué. L'intellectualisme de Koumandian et son attachement à la France n'allait cependant pas aider à promouvoir la cause de son parti politique. Koumandian savait parfaitement négocier avec les hauts fonctionnaires du Rectorat; il était beaucoup moins à l'aise dans un environnement politique où la plupart des voteurs étaient analphabètes. Les élections municipales de 1956 étaient dramatiques pour le BAG, le parti de Koumandian recevait que 2 % des votes à Kankan, 3 % à Conakry, 11 % à Kindia.
En octobre 1957, la réélection de Koumandian Keita pour le poste de secrétaire-général du Syndicat des Enseignants allait attirer des critiques acerbes du comité dirigeant du RDA-PDG. Koumandian utilisa sa réélection au syndicat pour critiquer sévèrement la loi-cadre de 1956, la loi qui avait transféré les pouvoirs de décision sur un nombre important de domaines (dont l'éducation) vers les assemblées territoriales des différents territoires de l'AOF au détriment de l'assemblée fédérale à Dakar. Puisqu'en en Guinée, le PDG de Sékou Touré avait gagné une majorité absolue aux élections de 1956, les syndicats indépendants (enseignants, cheminots) se trouvaient dans une position de vulnérabilité. Les dirigeants du PDG forçaient une mutation de l'enseignant  Mamadou Traoré (Ray Autra), qui devait quitter son poste à Conakry pour une école à Boffa. Ray Autra était un poète, un romancier, mais aussi un des cadres qui avait assuré la liaison du syndicat avec les grandes coupoles syndicale comme le FISE à Paris. Les enseignants jugeaient que la mutation était motivé politiquement et appelaient à une grève générale. Dans le bras de fer qui suivait, le PDG ne fléchit pas: il y eut trois jours de grève (en octobre, novembre et décembre 1957), mais la mutation de Mamadou Traoré restait confirmé.

### Le référendum de septembre 1958
Malgré l'oblitération du Bloc Africain de Guinée aux élections de 1956, Koumandian Keita fait un retour éclatant sur la scène politique en 1958 après l'annonce de Charles de Gaulle en juin 1958 que la France métropolitaine souhaite recalibrer sa relation avec les colonies en créant une Communauté française où les colonies peuvent accéder. Dans chaque territoire d'AOF en AEF, un référendum est organisé pour soumettre ce projet à la volonté populaire et partout les élites politiques et administratives font une campagne active pour le Oui. En Guinée, le syndicat des enseignants est très majoritairement pour le Non et Koumandian Keita devenait (un peu malgré lui) le champion-phare d'une campagne politique qui va œuvrer pour un départ de la Guinée de la sphère française. Dans la campagne pour le 'non', Koumandian s'opposait directement à la ligne politique du RDA en Afrique Occidentale Française. Le chef du RDA, Félix Houhpouët-Boigny, était furieux, mais la pression politique qu'arrivait à déclencher le mouvement syndical (enseignants, cheminots, UGTAN) était énorme, d'autant plus que la majorité du PDG était aussi en faveur d'un Non. Sékou Touré, qui ne s'était pas prononcé publiquement sur l'affaire, choisit deux semaines avant le référendum du 28 septembre de mettre tout son poids politique derrière la campagne du 'Non'.
Au lendemain de l'indépendance, Koumandian adhère au PDG.

### Complot des enseignants et emprisonnement
Après la mort de Sékou Touré en 1984, Koumandian Keita donne son nom à un petit livre déchirant appelée Guinée 61. L'École et la Dictature. Il parle de sa surprise de ne pas être nommé ministre de l'Education en 1959 et de ses luttes syndicales après l'indépendance (le syndicat des enseignants organise une grève, notamment contre une semaine de 36 heures de cours par semaine pour les enseignants; voire une meilleure répartition des rémunérations des enseignants adjoints). Ces actions allaient valoir à Koumandian et aux autres membres dirigeants du syndicat une condamnation le 23 novembre 1961 pour « comploter contre le gouvernement » et d'un emprisonnement aux camps de concentration. Koumandian est détenu en 1961 dans le Camp Camayenne (plus tard le camp Boiro), où il vit dans une situation de malnutrition permanente dans des logis insalubres. Il est injurié, soumis à des brûlures du corps et de décharges électriques sur la peau, des flagellations au fuseau magnétique, de propos pornographiques, des injections intramusculaires administré par des médecins militaires. Les gardes lui obligeaient après chaque repas de s'agenouiller en déclamant « Le président Sékou Touré est l'homme le plus beau au monde ». En décembre 1962, il est conduit à l'hôpital municipal de Conakry pour cause de misère physiologique.
De mai 1963 à septembre 1964, il est emprisonné dans un camp près de la localité de Somaya, à 5 kilomètres de Coyah. Après une grève de la faim de 45 jours, il est de nouveau transféré à l’hôpital pour retourner au camp Camayenne jusqu'à sa libération, le 6 octobre 1967. Après, il est étroitement surveillé; les forces de l'ordre lui rendent régulièrement visite pour l'injurier et pour menacer ses parents.
Koumandian reprend son travail après sa libération, d'abord au service national télé-enseignement, puis, à partir d'octobre 1969 à l'inspection primaire de Kouroussa. Pendant tout ce temps, il se dit harcelé par la police. Depuis sa sortie de prison, il souffre de convulsions de courants chauds et froids dans son corps que des voyages médicaux à l'étranger (Alger 1973, Abidjan 1980, La Mecque 1981, Bamako 1982) ne vont pas guérir.